# Rostarzewo (gromada)
Rostarzewo – dawna gromada, czyli najmniejsza jednostka podziału terytorialnego Polskiej Rzeczypospolitej Ludowej w latach 1954–1972.
Gromady, z gromadzkimi radami narodowymi (GRN) jako organami władzy najniższego stopnia na wsi, funkcjonowały od reformy reorganizującej administrację wiejską przeprowadzonej jesienią 1954 do momentu ich zniesienia z dniem 1 stycznia 1973, tym samym wypierając organizację gminną w latach 1954–1972.
Gromadę Rostarzewo z siedzibą GRN w Rostarzewie utworzono – jako jedną z 8759 gromad na obszarze Polski – w powiecie wolsztyńskim w woj. poznańskim, na mocy uchwały nr 41/54 WRN w Poznaniu z dnia 5 października 1954. W skład jednostki weszły obszary dotychczasowych gromad Cegielsko, Głodno, Rostarzewo i Stodolsko ze zniesionej gminy Rakoniewice oraz obszar lasu (349,90,20 ha) obejmujący część parcel z kart 5 i 6 obrębu Gościeszyn z dotychczasowej gromady Gościeszyn ze zniesionej gminy Wolsztyn – w tymże powiecie. Dla gromady ustalono 17 członków gromadzkiej rady narodowej.
4 lipca 1968 gromadę zniesiono, a jej obszar włączono do gromady Rakoniewice w tymże powiecie.